# Prodegeeria consobrina
Prodegeeria consobrina är en tvåvingeart som först beskrevs av Villeneuve 1939.  Prodegeeria consobrina ingår i släktet Prodegeeria och familjen parasitflugor. Inga underarter finns listade i Catalogue of Life.